# Ana Mato
Ana Mato Adrover (ur. 24 września 1959 w Madrycie) – hiszpańska polityk, parlamentarzystka krajowa, od 2004 do 2008 posłanka do Parlamentu Europejskiego VI kadencji, od 2011 do 2014 minister. Siostra Gabriela Mato Adrovera.

## Życiorys
Ukończyła studia w zakresie nauk politycznych i socjologii na Uniwersytecie Complutense w Madrycie. Była wykładowcą na uniwersytecie edukacji na odległość (UNED). Była radną madryckiej wspólnoty autonomicznej. Zaangażowała się w działalność Partii Ludowej. Od 1993 do 2004 wchodziła w skład Kongresu Deputowanych, niższej izby Kortezów Generalnych.
W wyborach w 2004 uzyskała mandat deputowanej do Parlamentu Europejskiego. Zasiadała w grupie chadeckiej, pracowała w Komisji Zatrudnienia i Spraw Socjalnych.
Z Europarlamentu odeszła w 2008 w związku z ponownym wyborem w skład Kongresu Deputowanych IX kadencji. W 2011 uzyskała reelekcję na X kadencję. W grudniu 2011 została ministrem zdrowia, polityki społecznej i równouprawnienia w rządzie, na czele którego stanął Mariano Rajoy. Zakończyła urzędowanie w listopadzie 2014.